# Municipalité du district de Varėna
La municipalité du district de Varėna (en lituanien : Varėnos rajono savivaldybė) est l'une des soixante municipalités de Lituanie. Son chef-lieu est Varėna.

## Seniūnijos de la municipalité du district de Varėna
- Jakėnų seniūnija (Žilinai)
- Kaniavos seniūnija (Panočiai)
- Marcinkonių seniūnija (Marcinkonys)
- Matuizų seniūnija (Matuizos)
- Merkinės seniūnija (Merkinė)
- Valkininkų seniūnija (Valkininkai)

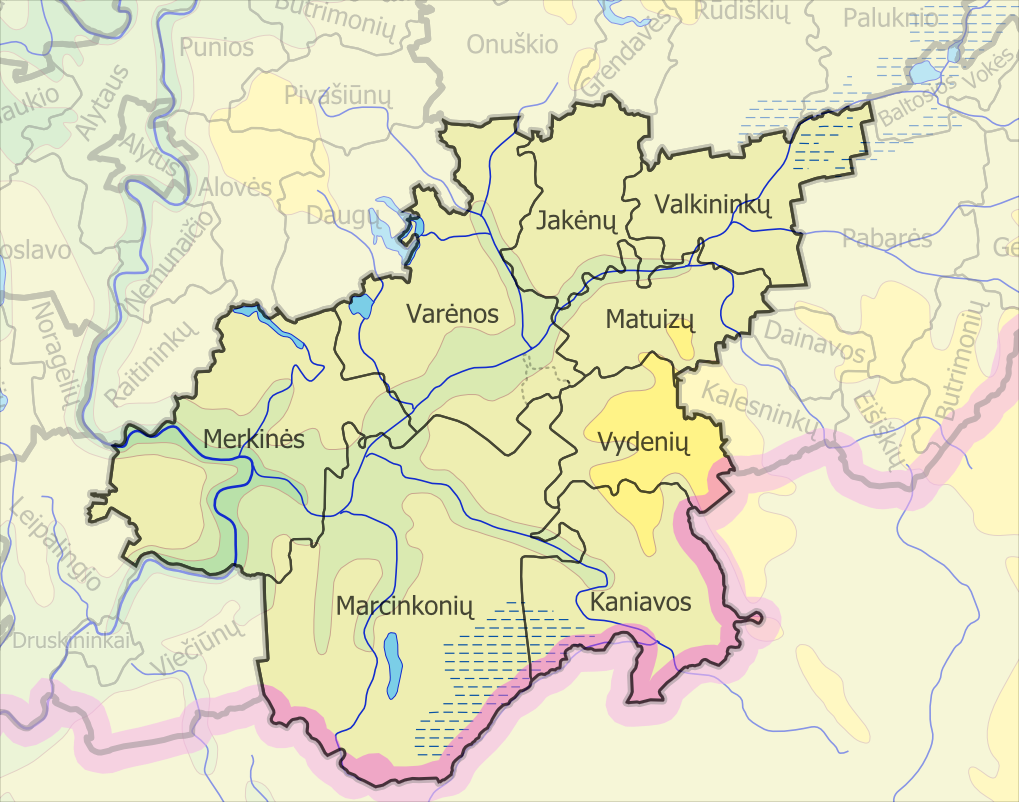
Seniūnijos de la municipalité du district de Varėna.

- Varėnos seniūnija (Varėna)
- Vydenių seniūnija (Vydeniai)